# Radicaal 139
Radicaal 139 is een van de 29 van de 214 Kangxi-radicalen dat bestaat uit zes strepen.
In het Kangxi-woordenboek zijn er 21 karakters die dit radicaal gebruiken.

## Karakters met het radicaal 139

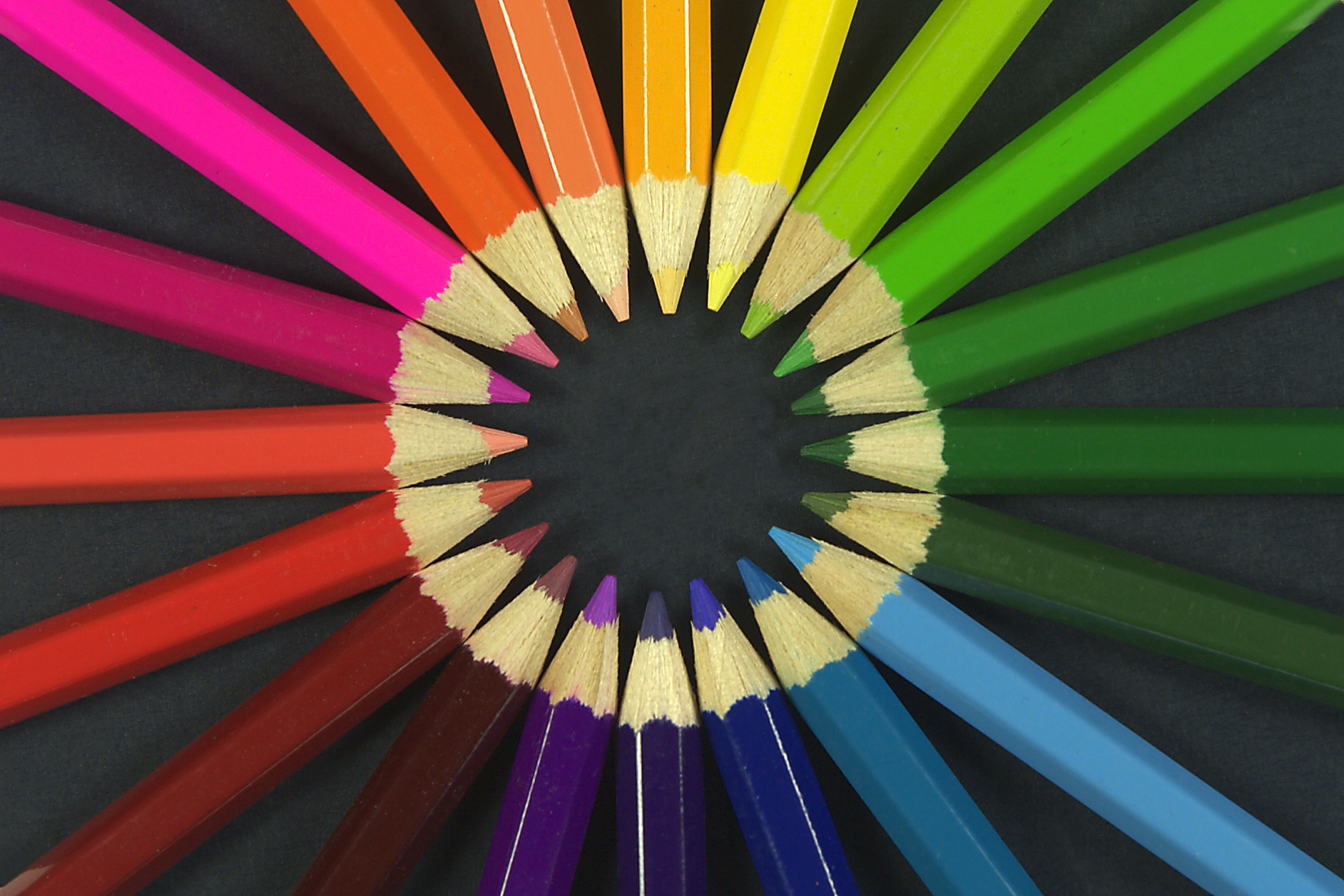
Potloden in verschillende kleuren.

| Strepen | Karakter |
| ------- | -------- |
| + 0     | 色       |
| + 4     | 艳       |
| + 5     | 艴       |
| + 8     | 艵       |
| + 13    | 艶       |
| + 18    | 艷       |

Bronskarakter
Groot zegelkarakter
Klein zegelkarakter